# النبوة في الإسلام
الأنْبِياء والرُّسُل في الإسلامِ، هم أشخاص اختارهم الله لهداية الناس إلى عبادته وحده لا شريك له، ودعوتهم للأخلاق والفضيلة ونبذ الوثنية والمحرمات.
ذكر القرآن أسماء 25 نبيًّا ورسولًا. وقد ذكر أيضًا أن الله قد أرسل أنبياء ورسلا آخرين، لمختلف الأمم التي وجدت على الأرض. فقد جاء في القرآن الكريم: ﴿وَلَقَدْ أَرْسَلْنَا رُسُلًا مِنْ قَبْلِكَ مِنْهُمْ مَنْ قَصَصْنَا عَلَيْكَ وَمِنْهُمْ مَنْ لَمْ نَقْصُصْ عَلَيْكَ وَمَا كَانَ لِرَسُولٍ أَنْ يَأْتِيَ بِآيَةٍ إِلَّا بِإِذْنِ اللَّهِ فَإِذَا جَاءَ أَمْرُ اللَّهِ قُضِيَ بِالْحَقِّ وَخَسِرَ هُنَالِكَ الْمُبْطِلُونَ ۝٧٨﴾سورة غافر، الآية 78.

## الفرق بين النبي والرسول
الفرق بين النبي والرسول في الإسلام هو أن الرسول بعثه الله برسالة وشرع جديد، أما النبي فهو من نزل عليه الوحي من الله ليدعو لعبادة الله على أحد المناهج أو الشرائع التي أنزلها الله على رسله من قبل. فالنبي هو المنبأ عن الله والرسول هو الذي أرسله الله، وكل رسول نبي وليس كل نبي رسولًا، قال ابن تيمية: «"النبي" هو المنبأ عن الله و"الرسول" هو الذي أرسله الله تعالى، وكل رسول نبي وليس كل نبي رسولًا، والعصمة فيما يبلغونه عن الله ثابتة فلا يستقر في ذلك خطأ باتفاق المسلمين.» وقال أيضًا: «الصواب أن الرسول هو من أرسل إلى قوم كفار مكذبين، والنبي من أرسل إلى قوم مؤمنين بشريعة رسول قبله يعلمهم ويحكم بينهم كما قال تعالى: ﴿إِنَّا أَنْزَلْنَا التَّوْرَاةَ فِيهَا هُدًى وَنُورٌ يَحْكُمُ بِهَا النَّبِيُّونَ الَّذِينَ أَسْلَمُوا﴾، فأنبياء بني إسرائيل يحكمون بالتوراة التي أنزل الله على موسى، وأما قوله تعالى: ﴿وَخَاتَمَ النَّبِيِّيِنَ﴾، ولم يقل خاتم المرسلين، فلأن ختم الرسالة لا يستلزم ختم النبوة، وأما ختم النبوة فيستلزم ختم الرسالة ولهذا قال عليه الصلاة والسلام: "إنه لا نبي بعدي"، ولم يقل لا رسول بعدي.».

## الأنبياء والرسل في القرآن
فيما يلي حسب ظهورهم ومع الاستناد للنصوص التي ذكرت كونهم أنبياء في القرآن وعند علماء الشريعة فكل رسول نبي وليس كل نبي رسول:
| الاسم        | نبي             | رسول | إمام | الکتاب      | قوم                              | الشريعة |
| ------------ | --------------- | ---- | ---- | ----------- | -------------------------------- | ------- |
| آدم          | ✔(1)            |      |      |             |                                  |         |
| إدريس        | ✔               |      |      |             |                                  |         |
| نوح          | ✔               | ✔    |      |             | قوم نوح                          | ✔       |
| هود          |                 | ✔    |      |             | عاد                              |         |
| صالح         |                 | ✔    |      |             | ثمود                             |         |
| إبراهيم      | ✔               | ✔    | ✔    | صحف إبراهيم | قوم إبراهيم                      | ✔       |
| لوط          | ✔               | ✔    |      |             | قوم لوط                          |         |
| إسماعيل      | ✔               | ✔    |      |             |                                  |         |
| إسحاق        | ✔               |      | ✔    |             |                                  |         |
| يعقوب        | ✔               |      | ✔    |             |                                  |         |
| يوسف         | ✔               |      |      |             |                                  |         |
| أيوب         | ✔               |      |      |             |                                  |         |
| شعيب         |                 | ✔    |      |             | مدين                             |         |
| موسى         | ✔               | ✔    |      | التوراة     | فرعون وهامان وقارون وبني إسرائيل | ✔       |
| هارون        | ✔               | ✔    |      |             | بني إسرائيل                      |         |
| داود         | ✔               |      |      | زبور        | بني إسرائيل                      |         |
| سليمان       | ✔               |      |      |             | بني إسرائيل                      |         |
| إلياس        | ✔               | ✔    |      |             | بني إسرائيل                      |         |
| اليسع        | ✔               |      |      |             |                                  |         |
| ذو الكفل     | نبي أو رجل صالح |      |      |             |                                  |         |
| يونس         | ✔               | ✔    |      |             | قوم يونس (نينوى)                 |         |
| زكريا        | ✔               |      |      |             | بني إسرائيل                      |         |
| يحيى         | ✔               |      |      |             | بني إسرائيل                      |         |
| عيسى بن مريم | ✔               | ✔    |      | الإنجيل     | بني إسرائيل                      | ✔       |
| محمد         | ✔               | ✔    | ✔    | القرآن      | جميع الثقلين الإنس والجن         | ✔       |

## شخصيات ذكرت أو تم الاشارة لها في القرآن أو في الأحاديث النبوية
| الاسم                  | نبي             | رسول | رجل صالح | الکتاب  | قوم         | الشريعة | ملاحظه |
| ---------------------- | --------------- | ---- | -------- | ------- | ----------- | ------- | --- |
| شيث                    | ✔               |      |          | صحف شيث |             |         | لا يوجد ذكر لشخصية شيث في القرآن، حيث تذكره الأحاديث النبوية والتقاليد الإسلامية على أنه الابن الثالث والبار لأبويه آدم وحواء، ويرى على أنه هبة من الله لعبده آدم بعد صبره على فقدان هابيل. دوّن المؤرخ والفقيه السني ابن كثير في كتابه البداية والنهاية أن شيث نبي كأبيه آدم ، حمل رسالة الدعوة بعد وفاة والده إلى البشرية، ويصنفه بين آباء ما قبل الطوفان الصالحين من أبناء آدم. روى أبوذر الغفارى، رضى الله عنه، عن الرسول، صلى الله عليه وسلم، أنه قال: «أُنزل على شيث خمسون صحيفة» |
| يوشع بن نون في الإسلام | ✔               |      |          |         | بنو إسرائيل |         | هو يوشع بن نون بن أفراييم بن يوسف بن يعقوب بن إسحاق بن إبراهيم الخليل عليهم السلام ، وقد ذكره الله تعالى في القرآن غير مصرح باسمه في قصة الخضر ، كما تقدم في قوله : وإذ قال موسى لفتاه [ الكهف : 60 ] . فلما جاوزا قال لفتاه [ الكهف : 62 ] . وقدمنا ما ثبت في " الصحيح " ، من رواية أبي بن كعب ، رضي الله عنه ، عن النبي صلى الله عليه وسلم ، من أنه يوشع بن نون ،قال رسول الله صلى الله عليه وسلم: إن الشمس لم تحبس لبشر إلا ليوشع ليالي سار إلى بيت المقدس |
| حزقيل                  | ✔               |      |          |         | بنو إسرائيل |         | قال الله تعالى : ألم تر إلى الذين خرجوا من ديارهم وهم ألوف حذر الموت فقال لهم الله موتوا ثم أحياهم إن الله لذو فضل على الناس ولكن أكثر الناس لا يشكرون [ البقرة : 243 ] . قال محمد بن إسحاق ، عن وهب بن منبه ، إن كالب بن يوفنا لما قبضه الله إليه بعد يوشع ، خلف في بني إسرائيل حزقيل بن بوذى ، وهو ابن العجوز ، وهو الذي دعا للقوم الذين ذكرهم الله في كتابه ، فيما بلغنا : ألم تر إلى الذين خرجوا من ديارهم وهم ألوف حذر الموت قال ابن إسحاق فروا من الوباء ، فنزلوا بصعيد من الأرض ، فقال لهم الله : موتوا . فماتوا جميعا ، فحظروا عليهم حظيرة دون السباع ، فمضت عليهم دهور طويلة ، فمر بهم حزقيل ، عليه السلام ، فوقف عليهم متفكرا ، فقيل له : أتحب أن يبعثهم الله وأنت تنظر؟ فقال : نعم . فأمر أن يدعو تلك العظام أن تكتسي لحما ، وأن يتصل العصب بعضه ببعض . فناداهم عن أمر الله له بذلك ، فقام القوم [ ص: 281 ] أجمعون ، وكبروا تكبيرة رجل واحد |
| لقمان الحكيم           |                 |      | ✔        |         |             |         | لُقْمَان الحَكِيم كان رجلاً حكيما، ذُكر في القرآن وأطلق اسمه على سورة لقمان، وقد عاصر داود وعرف بالحكيم، ولد وعاش في بلاد النوبة ، ووصايا لقمان هي إحدى القصص القرآنية التي تتكلم عن حكمة لقمان، وتتمثل في الحكمة التي وهبها الله للقمان الحكيم، وتعدّ لدى المسلمين من أعظم الحكم والمواعظ، إذ كانت حكمته تأتي في مواضعها، وحسب كتب التفسير أن لقمان كان أهون مملوك على سيده، ولكن الله تعالى منّ عليه بالحكمة فغدا أفضلهم لديه. |
| ذو القرنين             |                 |      | ✔        |         |             |         | ذُو القَرنَين اسم شخص ورد في القرآن بصفته ملكًا عادلًا وعبدًا صالحًا من عباد الله، قد بنى ردماً يدفع به أذى يأجوج ومأجوج عن أحد الأقوام. يحكي القرآن قصة ذي القرنين وأنه بدأ التجوال بجيشه في الأرض، داعياً إلى الله، فاتجه غرباً، حتى وصل منتهى الأرض المعروفة آنذاك، حَتَّى إِذَا بَلَغَ مَغْرِبَ الشَّمْسِ وَجَدَهَا تَغْرُبُ فِي عَيْنٍ حَمِئَةٍ وَوَجَدَ عِنْدَهَا قَوْمًا قُلْنَا يَا ذَا الْقَرْنَيْنِ إِمَّا أَنْ تُعَذِّبَ وَإِمَّا أَنْ تَتَّخِذَ فِيهِمْ حُسْنًا (سورة الكهف، الآية 86)، وجاء في تفسير ابن كثير:«أَيْ رَأَى الشَّمْس فِي مَنْظَره تَغْرُب فِي الْبَحْر الْمُحِيط وَهَذَا شَأْن كُلّ مَنْ اِنْتَهَى إِلَى سَاحِله يَرَاهَا كَأَنَّهَا تَغْرُب فِيهِ». وقد ذكر المفسرون أن سبب تسمية ذي القرنين تعود إلى وصوله للشرق والغرب، حيث يعبر العرب عن ذلك بقرني الشمس، وقيل لأنه كان له ضفيرتان من الشعر والضفائر تسمى قروناً، وقيل كان له قرنان تحت عمامته، وقيل غير ذلك، ولا يخفى أن هذه التفسيرات لم يقم على واحد منها دليل يجب الأخذ به وبالتالي فإن الأمر يظل أمراً غيبياً.      |
| الخضر                  | ✔               |      |          |         |             |         | وردت قصة الخضر مع موسى عليه السلام في سورة الكهف من غير ذكر لاسمه، قال الله جل وعلا : (فوجدا عبدا من عبادنا آتيناه رحمة من عندنا وعلمناه من لدنا علما) [الكهف:65]. وبينت السنة المطهرة أن اسمه الخضر. روى البخاري في صحيحه أن النبي صلى الله عليه وسلم قال: "إنما سمي الخضر لأنه جلس على فروة بيضاء فإذا هي تهتز من خلفه خضراء" . والصحيح عند أهل العلم أنه نبي من أنبياء الله جل وعلا |
| كالب بن يوفنا          | نبي أو رجل صالح |      |          |         |             |         | قال ابن جرير ، في " تاريخه " : لا خلاف بين أهل العلم بأخبار الماضين ، وأمور السالفين من أمتنا ، وغيرهم; أن القيم بأمور بني إسرائيل بعد يوشع ، كالب بن يوفنا . يعني أحد أصحاب موسى ، عليه السلام ، وهو زوج أخته مريم ، وهو أحد الرجلين اللذين ممن يخافون الله ، وهما يوشع ، وكالب وهما القائلان لبني إسرائيل حين نكلوا عن الجهاد : ادخلوا عليهم الباب فإذا دخلتموه فإنكم غالبون وعلى الله فتوكلوا إن كنتم مؤمنين [ المائدة : 23 ] . قال ابن جرير ثم من بعده كان القائم بأمور بني إسرائيل حزقيل بن بوذى . وهو الذي دعا الله فأحيا الذين خرجوا من ديارهم وهم ألوف حذر الموت |
| صموئيل                 | ✔               |      |          |         |             |         | اشارت إليه الآيات القرآنية ولم تذكره بالاسم وهو نبي الله شمويل كما ذكر المفسرون. أَلَمْ تَرَ إِلَى الْمَلَإِ مِنْ بَنِي إِسْرَائِيلَ مِنْ بَعْدِ مُوسَى إِذْ قَالُوا لِنَبِيٍّ لَهُمُ ابْعَثْ لَنَا مَلِكًا نُقَاتِلْ فِي سَبِيلِ اللَّهِ قَالَ هَلْ عَسَيْتُمْ إِنْ كُتِبَ عَلَيْكُمُ الْقِتَالُ أَلَّا تُقَاتِلُوا قَالُوا وَمَا لَنَا أَلَّا نُقَاتِلَ فِي سَبِيلِ اللَّهِ وَقَدْ أُخْرِجْنَا مِنْ دِيَارِنَا وَأَبْنَائِنَا فَلَمَّا كُتِبَ عَلَيْهِمُ الْقِتَالُ تَوَلَّوْا إِلَّا قَلِيلًا مِنْهُمْ وَاللَّهُ عَلِيمٌ بِالظَّالِمِينَ (سورة البقرة : 246) وقال ابن كثير في قصص الأنبياء: اسمه سمويل بالسين، ويقال: أشمويل بن بالي بن علقمة بن يرخام. وهو من ورثة هارون، وأسمويل معناه بالعبرانية: إسماعيل، ونقل عن الثعلبي وغيره أنه لما تغلب العمالقة على بني إسرائيل وقتلوا منهم خلقا كثيرا وسبوا من أبنائهم جمعا كثيرا، وانقطعت النبوة، بعث الله تعالى فيهم نبيهم اشمويل. وعين اشمويل لهم ملك عليهم وهو طالوت وكان داود من جنوده آنذاك. ﴿وَقَتَلَ دَاوُودُ جَالُوتَ وَآَتَاهُ اللَّهُ الْمُلْكَ وَالْحِكْمَةَ وَعَلَّمَهُ مِمَّا يَشَاءُۦۚ﴾ [البقرة:251]          |

## هوامش
- 1 أخرج ابن حبان في صحيحه عَنْ أبي ذر الغفاري، قَال: قُلْتُ: يَا رَسُولَ اللَّهِ، أَيُّ الأَنْبِيَاءِ أَوَّلُ؟ قَالَ: «آدَمُ» قُلْتُ: وَكَانَ نَبِيًّا؟ قَالَ: نَعَمْ، نَبِيٌّ مُكَلَّمٌ.[56]
- 2 اختلف أهل العلم من المفسرين في ذي الكفل: أنبي هو أم رجل صالح؟ على قولين، والراجح أنه نبي؛ لورود ذكره بين الأنبياء، قال ابن كثير: «الظَّاهِرُ مِنْ ذِكْرِهِ فِي الْقُرْآنِ الْعَظِيمِ بِالثَّنَاءِ عَلَيْهِ، مَقْرُونًا مَعَ هَؤُلَاءِ السَّادَةِ الْأَنْبِيَاءِ: أَنَّهُ نَبِيٌّ، عَلَيْهِ مِنْ رَبِّهِ الصَّلَاةُ وَالسَّلَامُ، وَهَذَا هُوَ الْمَشْهُورُ. وَقَدْ زَعَمَ آخَرُونَ أَنَّهُ لَمْ يَكُنْ نَبِيًّا، وَإِنَّمَا كَانَ رَجُلًا صَالِحًا وَحَكَمًا مُقْسِطًا عَادِلًا. وَتَوَقَّفَ ابْنُ جَرِيرٍ فِي ذَلِكَ فَاللَّهُ أَعْلَمُ».[57]